# Метареалізм
Метареалізм — мистецька російська художньо-інтелектуальна школа чи то течія 1970-х-1990-х років.

## Особливості терміна
Термін розшифровується як «метафізичний реалізм» або «метафоричний реалізм». У філософському плані метареалізм — це мета-фізичний реалізм, реалізм не фізичної данності, а надприродної сутності речей. У стильовому плані — це перехід від умовної подібності речей до їх реальної взаємопричетності, тобто від метафори — до метаболи.Під образом-метаболою розуміють спосіб взаємозв'язку всіх реальностей, утвердження їх зростаючої єдності.
Метареалізм — це реалізм багатьох реальностей, пов'язаних безперервністю метаболічних перетворень.
Метареалізм знайшов прояви в поезії та живописі.
Метареалізм контрастує з іншою художньо- інтелектуальною школою цих часів — концептуалізмом.

## Метареалізм в літературі
В поезії має окрему течію — презенталізм.

### Представники металералізму в літературі
- Віктор Кривулін
- Ольга Седакова
- Рафаель Левчин
- Олексій Парщиков
- Іван Жданов
- Олександр Єременко
- Олена Шварц
- Аркадій Драгомощенко
- Ілля Кутик
- Володимир Арістов

## Метареалізм в живописі
Характерними особливостями прояву метареалізму в живописі є поєднання: відображення реальностей (дзеркальний реалізм), порівнянь образів, уподібнення (метафоризм), відсилання від одного до іншого образу за допомогою натяків, алегорій (символізм), зображення взаємоперетворень деталей.

### Представники метареалізму в живописі
- Віктор Брегеда
- Олег Панов
- Сурен Хондкарян